# フィーバーウォーズ
フィーバーウォーズは、1994年9月にSANKYOが発売した、宇宙戦争をテーマにしたパチンコ機のシリーズ名。
フィーバーウォーズIの1機種がある。

## 概要
液晶型のデジパチ。中央の横1ラインに15種のいずれかの図柄が3つ揃うと大当たりとなる。
CRTモニターを採用していて、同社としてはフィーバーファイターに続き、2番目の機種である。
画面は宇宙船のコックピットをイメージしており、宇宙空間を覗いているような演出になっている。

## スペック
- フィーバーウォーズI
  - 賞球数 7&15
  - 大当たり最高継続 R16
  - 大当たり確率 1/205

## 図柄
- 0~9
- 宇宙船や惑星の図柄5種類

## 演出
リーチ演出はノーマルリーチ、ノイズリーチ、ハイパーリーチがある。
ノイズリーチは中デジタルにノイズが入り、乱れた映像で図柄がコマ送りされていく演出である。
ハイパーリーチは画面が赤くなった後に、3つの図柄が同時に止まる演出である。

## コンシューマ移植
- 本家SANKYO FEVER実機シミュレーションシリーズ（スーパーファミコン用）
  - 『本家SANKYO FEVER実機シミュレーション』（スーパーファミコン用、	DEN'Z、1995年6月10日発売、SHVC-P-AFPJ、JAN-4944656951025）に収録。
- Victory-ZONEシリーズ（PlayStation用）
  - 『Victory-ZONE2』（ソニー・コンピュータエンタテインメント、1996年9月20日発売、SCPS-10025、JAN-4948872100250）に収録。

## サウンドトラック
- 『ザ・パチンコ・ミュージック・フロム SANKYO FEVER WARS』キングレコード、1998年8月21日。KICA-1217。
  - BGMが収録されている。